# Струнний квартет № 8 (Шостакович)
Струнний квартет № 8 до мінор, тв. 110 — струнний квартет Дмитра Шостаковича, написаний впродовж трьох днів (12—14 липня) 1960 року.
Квартет складається з п'яти частин:
- 1. Largo
- 2. Allegro molto
- 3. Allegretto
- 4. Largo
- 5. Largo

Тривалість квартету — близько 20-ти хвилин.
Прем'єра квартету відбулась 2 жовтня 1960 року у Ленінграді. Твір виконав Квартет імені Бетховена.

## В кінематографі
Четверта частина квартету використовується у фільмі 2015 року «Лобстер», режисера Йоргоса Лантімоса.